# Dennis Danell
Dennis Eric Danell (Seattle, 24 juni 1961 – 29 februari 2000) was een Amerikaanse muzikant. Hij was gitarist en origineel bandlid van Social Distortion. Dennis Danell is overleden aan een aneurysma op 39-jarige leeftijd. 

## Discografie
- Mommy's Little Monster (1983)
- Prison Bound (1988)
- Social Distortion (1990)
- Somewhere Between Heaven and Hell (1992)
- White Light, White Heat, White Trash (1996)